# Tiralatte

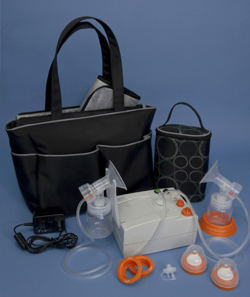
tiralatte elettrico Hygeia Enjoye

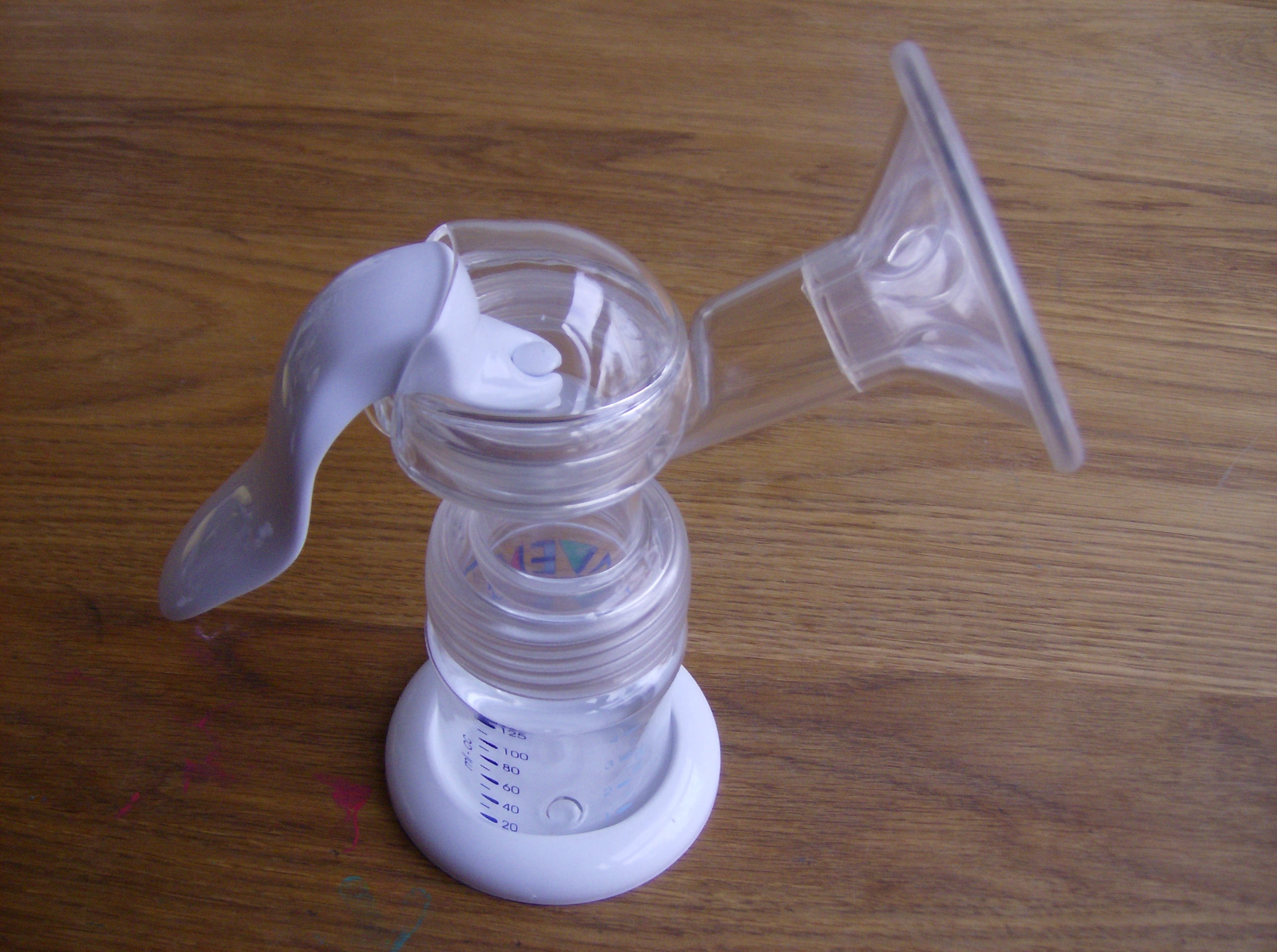
tiralatte manuale AVENT isis

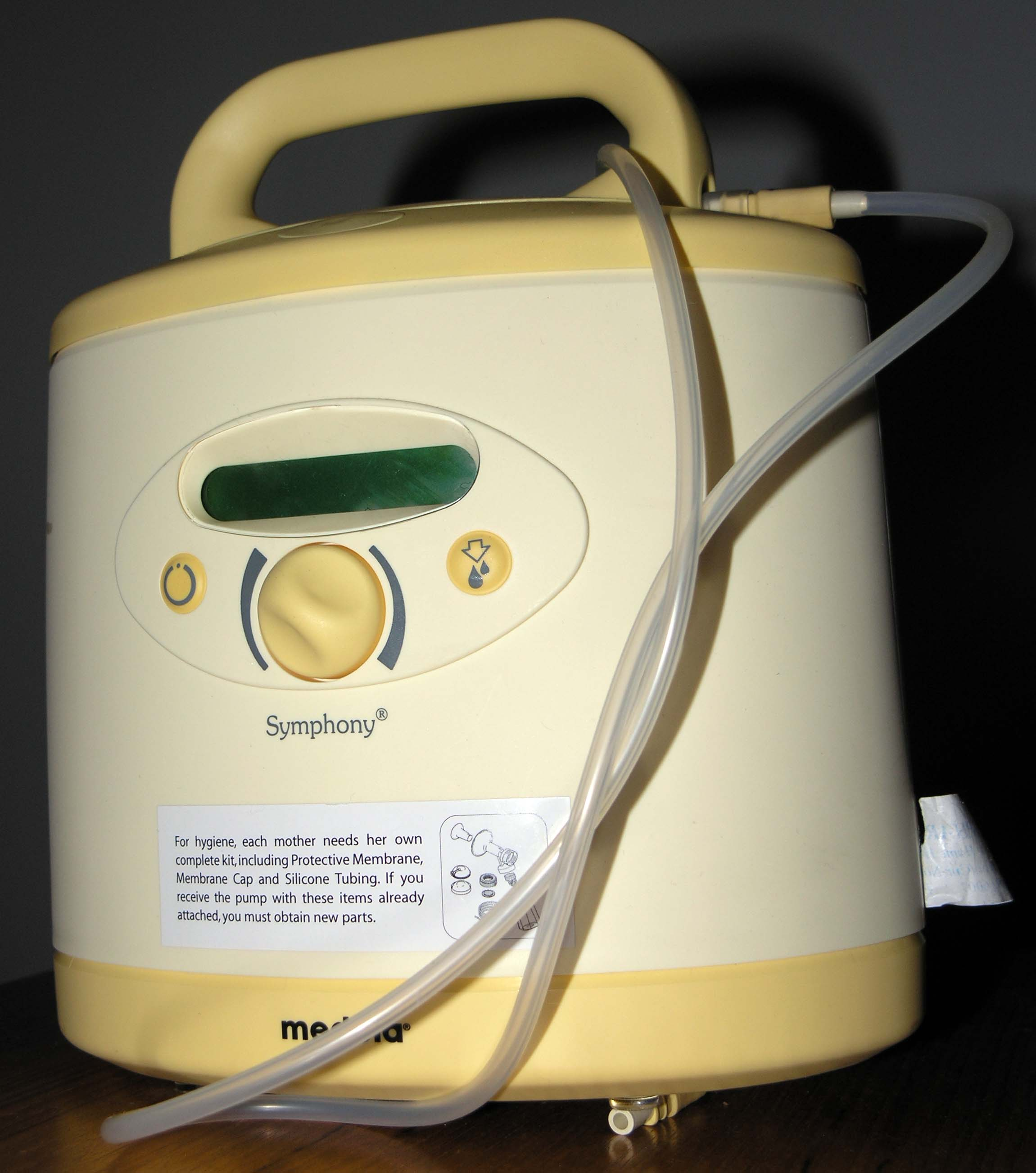
tiralatte elettrico Medela Symphony

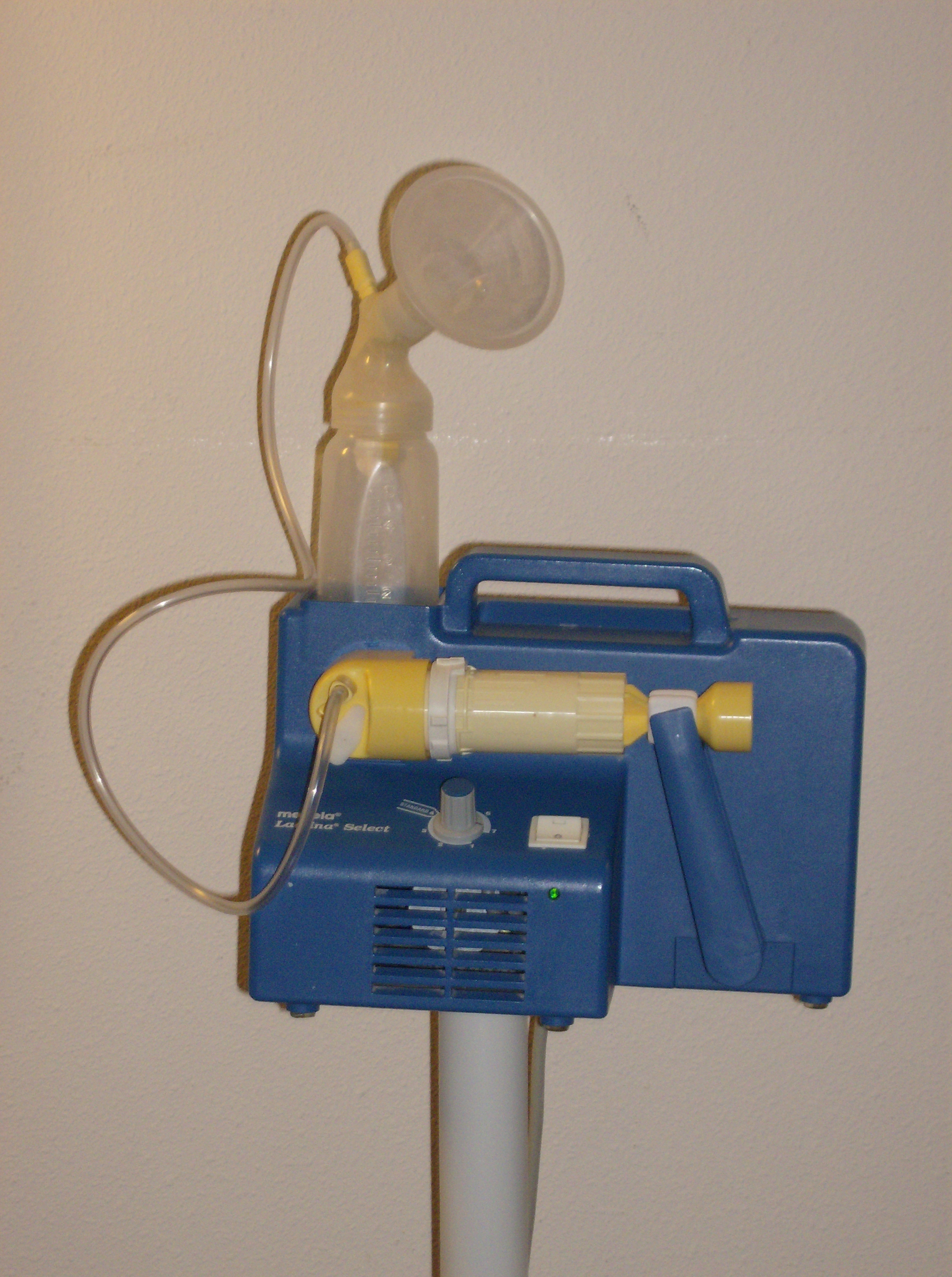
tiralatte elettrico Medela Lactina Select

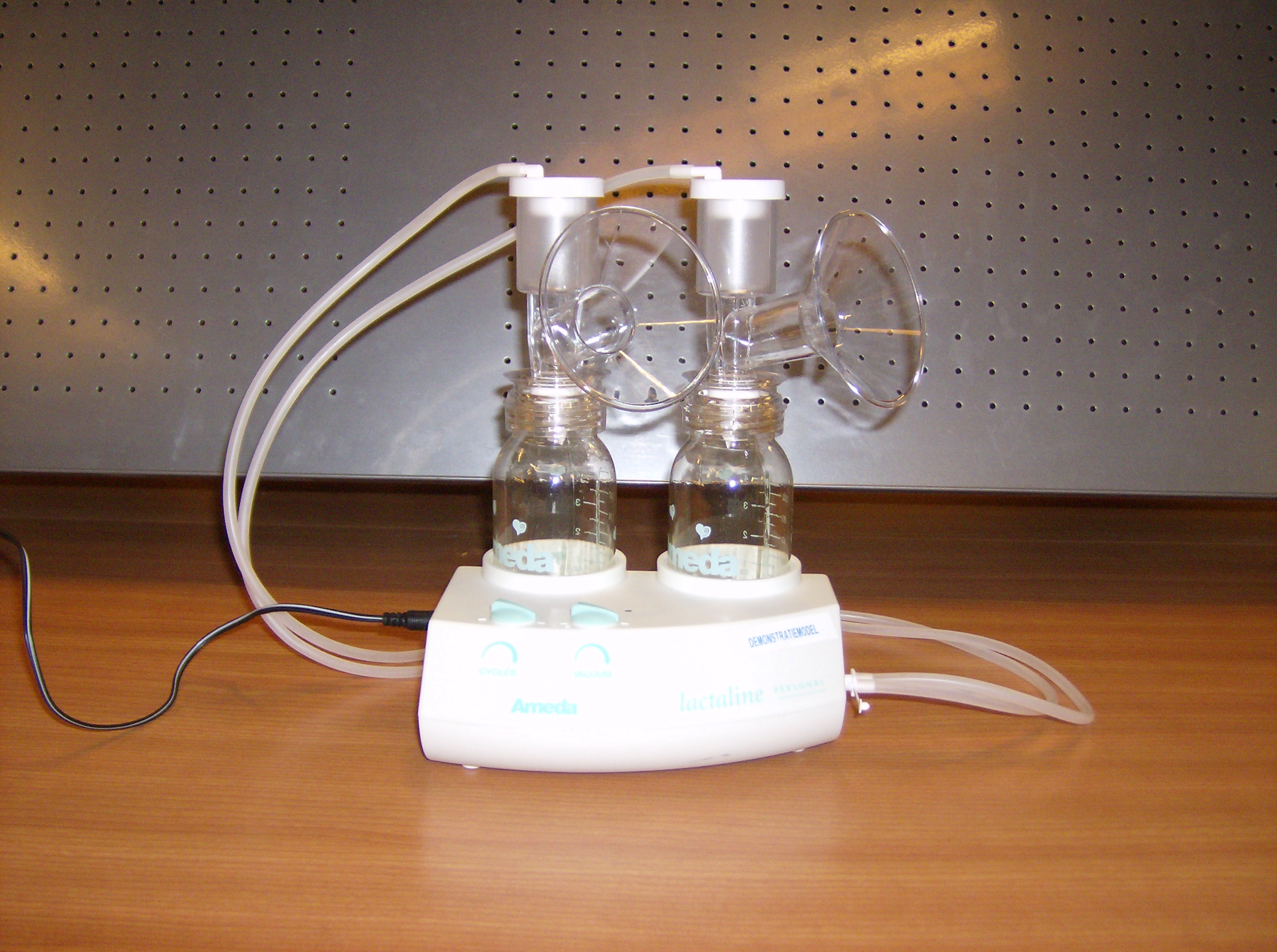
tiralatte elettrico Ameda lactaline personal

Il tiralatte è un dispositivo meccanico che permette di estrarre il latte dalle mammelle di una donna durante l'allattamento. I tiralatte possono essere manuali azionati con il movimento delle mani o dei piedi oppure elettricamente con alimentazione mediante rete elettrica o a batteria.

## Storia
Il 20 giugno 1854 l'United States Patent and Trademark Office rilasciò il brevetto numero 11.135 a O. H. Needham per un tiralatte. Scientific American (1863) accredita L. O. Colbin come inventore e detentore di brevetto per il tiralatte.
Nel 1921-1923 l'ingegnere e maestro di scacchi Edward Lasker produsse un tiralatte meccanico che imitava l'azione succhiante del neonato e venne considerato dai medici come un notevole miglioramento rispetto ai tiralatte manuali che non erano in grado di estrarre tutto il latte dalla mammella. L'ufficio brevetti statunitense rilasciò il brevetto numero 1.644.257 per il tiralatte di Lasker. Nel 1956 Einar Egnell pubblicò l'innovativo lavoro "Viewpoints on what happens mechanically in the female breast during various methods of milk collection" Questo articolo fornì una visione dettagliata degli aspetti tecnici dell'estrazione del latte dal seno. Il tiralatte SMB di Egnell progettato tenendo conto di questa ricerca è abbastanza robusto e molti tiralatte sono ancora funzionanti ad oltre 50 anni dalla pubblicazione dell'articolo.
Gli archeologi lavorando in un sito di una fabbrica di vetro a Filadelfia hanno scoperto un tubo adattatore per il seno del diciannovesimo secolo che corrisponde ai tiralatte presenti nelle pubblicità dell'epoca.

## Caratteristiche meccaniche
Meccanicamente un tiralatte è analogo alla mungitrice meccanica utilizzata nella produzione industriale del latte negli allevamenti. Si crede erroneamente che il tiralatte aspiri il latte fuori dalla mammella. In realtà il tiralatte stimola la fuoriuscita del latte. Il tiralatte ottiene questo aspirando il capezzolo nella coppa per il seno o flangia e poi rilasciandolo, queste due fasi si considerano un ciclo. I tiralatte di migliore qualità effettuano da trenta a sessanta cicli al minuto. L'estrazione del latte effettuata con un tiralatte non è così completa come quella data da un bimbo che si sta allattando. La maggior parte delle case produttrici permette di scegliere fra varie misure per la cavità della coppa per il seno, il diametro va dai 24 a 36 mm.
Esistono vari tipi di pompa utilizzati per i tiralatte. Nelle pompe a pistone l'aspirazione è prodotta da un pistone che scorre lungo un cilindro. Questo tipo di pompa è considerato il migliore. Lavora a bassa velocità, è affidabile, poco rumorosa e dura a lungo. Le pompe per vuoto rotative sfruttano una camma con delle palette mobili per creare l'aspirazione. Questo tipo di pompa non è quasi più utilizzato attualmente. Le pompe a diaframma veloci utilizzano un diaframma azionato da una leva migliaia di volte al minuto. Queste operano ad alta velocità ed in genere sono più rumorose. Le pompe a diaframma lente usano un diaframma di grandi dimensioni azionato da una camma o da una leva per generare l'aspirazione ad ogni corsa. Sono state progettati alcuni tipi di pompe per sfruttare l'effetto Venturi grazie ad un rubinetto o un flusso d'acqua, dagli aspiratori a parete negli ospedali o pompe azionate dalla suzione orale.

## Efficienza
Una relazione del 2009 su una ricerca condotta dalla Stanford University ha dimostrato una correlazione di vari fattori sulla produzione del latte nelle madri di figli prematuri (nati prima della trentunesima settimana di gestazione). La ricerca ha mostrato che usando delle tecniche di massaggio assieme al tiralatte (una tecnica che è stata denominata "hands on pumping" o "HOP") in concomitanza con molti altri fattori è altamente correlata con una maggiore produzione di latte. Lo studio ha scoperto che le madri che hanno usato tecniche di massaggio e la spremitura manuale più di cinque volte al giorno nei primi tre giorni dalla nascita del bambino hanno avuto un aumento di produzione del latte otto settimane dopo e che, combinando questo con l'HOP, la produzione è aumentata del 48% anche senza aumentare le sessioni col tiralatte. Gli autori della ricerca hanno prodotto un video che mostra la tecnica e afferma che questa tecnica è utile sia alle madri di bambini prematuri che quelle che ritornano al lavoro o usano il tiralatte per altri motivi.
Un successivo articolo sullo stesso studio ha scoperto che la combinazione delle tecniche HOP ha portato all'aumento del grasso nel latte estratto.

## Raccolta e conservazione del latte
La maggior parte dei tiralatte permette di raccogliere il latte estratto direttamente in un contenitore che può essere usato sia per la conservazione che per la somministrazione. La maggior parte dei tiralatte sono modelli registrati pertanto occorre utilizzare le bottiglie fornite dal relativo produttore. Altre case produttrici forniscono degli adattatori che permettono l'utilizzo di contenitori di vario tipo e dimensione permettendo quindi varie scelte e la possibilità di cambiare la modalità di raccolta e di somministrazione in base alle preferenze della madre e del bambino.
Il latte materno estratto può essere conservato e somministrato successivamente con un biberon. Il latte estratto può essere conservato a temperatura ambiente (circa 20 °C) fino a sei ore, se refrigerato fino a otto ore e per sei mesi se surgelato ad almeno -18 °C. Il latte estratto può essere donato ad una Banca del latte umano che fornisce latte materno ai bambini prematuri o ad altri bambini a rischio nei casi in cui la madre non possa provvedere.

## Perché si usa
Le donne usano il tiralatte per varie ragioni. Molte donne usano il tiralatte per continuare l'allattamento al seno anche quando ritornano al lavoro dopo l'assenza per maternità. Usano il tiralatte per estrarre il latte dal seno e usarlo successivamente per somministrarlo al bambino da parte di chi se ne prende cura. Un tiralatte può essere utilizzato anche per stimolare la produzione di latte per quelle donne che ne producono poco o quelle che non hanno ancora partorito. Ad ogni modo, è importante sottolineare che la quantità di latte che una donna riesce ad estrarre non deve essere comparata a quanto latte un bambino riesce a bere; l'efficienza può variare di molto. Il tiralatte può essere usato per alleviare un ingorgo mammario, una condizione dolorosa che si verica quando il seno si riempie di latte causando a volte l'impossibilità di allattare il bambini. I tiralatte possono essere utilizzati per facilitare lo svezzamento quando questo improvvisamente rifiuta di allattarsi. Una madre può anche scegliere di utilizzare esclusivamente il tiralatte perché il bambino non riesce ad attaccarsi correttamente al seno oppure è sotto terapia ospedaliera o ancora vi sono degli impedimenti fisici (come in caso di palatoschisi). Nel caso in cui la madre necessita di assumere farmaci che possono passare nel latte materno e causare problemi al bambino, la madre può tirare il latte ed eliminarlo per mantenere attiva la produzione del latte durante il trattamento e riprendere con il normale allattamento al termine della terapia. Tirare il latte può essere utile per continuare l'allattamento e gli ormoni associati per aiutare il recupero dalla gravidanza anche se il latte estratto non viene utilizzato.
L'American Academy of Pediatrics nel 2012 ha cominciato a raccomandare di alimentare i nati pretermine con latte materno avendo riscontrato ""significant short- and long-term beneficial effects," ("significativi effetti benefici a breve e lungo termine,") incluso un minore tasso di enterocolite necrotizzante. Quando i neonati non sono in grado di succhiare, le madri possono tirarsi il latte se desiderano di alimentarli col proprio latte. Latte da donatrice può essere disponibile tramite le banche del latte per i bambini che non possono avere il latte dalla propria madre. Estrarre il latte per donarlo può essere un ulteriore utilizzo del tiralatte.

## Pressione e sicurezza
Egnell nel 1956 stabilì in 220 mmHg la pressione massima sicura da utilizzare con i tiralatte automatici. Ci sono state segnalazioni di seni e capezzoli sensibili anche a pressioni molto inferiori. Hartman P., e altri nello studio del 2008  ha mostrato che il massimo vuoto applicabile senza fastidio migliora la produzione e il flusso di latte.

## Tiralatte manuali
I tiralatte manuali sono azionati premendo o tirando ripetutamente una maniglia permettendo all'utilizzatore un controllo diretto sulla pressione e sulla frequenza dell'estrazione del latte. I tiralatte manuali sono di piccola dimensione e poco costosi, possono però richiedere uno sforzo significativo e possono stancare perché è l'utilizzatore a fornire tutta l'energia. tra l'altro è possibile estrarre il latte da un solo seno per volta. Questo tipo di utilizzo è raccomandabile solo in caso di utilizzo poco frequente come nel caso in cui la madre è lontana dal bambino solo per un pasto. Questi tiralatte è possibile che non forniscano una stimolazione sufficiente a svuotare il seno. I tiralatte del tipo a "trombetta da bicicletta" sono sconsigliati. Anche se economici, possono danneggiare i tessuti del seno e sviluppare batteri nella peretta in gomma che è difficile da pulire.
I tiralatte azionati coi piedi hanno un sistema di tubi e di coppette per il seno analoghi a quelli usati nei tiralatte dotati di motore elettrico ma sono azionati mediante pedali. Questo elimina il lavoro di pompaggio effettuato con le mani o la necessità di trovare un'alimentazione elettrica con privacy.

## Tiralatte elettrici
Esistono due tipi di tiralatte elettrici, uno per l'utilizzo ospedaliero ed un altro per uso personale. I tiralatte per uso ospedaliero sono pensati per essere usati da più persone. I tiralatte per uso personale sono più piccoli e generalmente sono destinati ad essere usati da una sola persona. I tiralatte elettrici sono azionati da un motore che fornisce l'aspirazione mediante un tubo in materiale plastico collegato a una coppa da porre sul capezzolo. I componenti del tiralatte che vengono a diretto contatto con il latte estratto devono essere sterilizzate per prevenire contaminazioni. Questo tipo di tiralatte fornisce una maggiore forza aspirante rendendo il processo molto più rapido e permette di estrarre il latte da entrambi i seni contemporaneamente. I tiralatte elettrici sono la soluzione migliore in caso di utilizzo quotidiano. I tiralatte elettrici sono più grandi di quelli manuali ma comunque esistono modelli portatili (per esempio in uno zaino o una borsa) che permettono alla madre di portarseli dietro. Alcuni fabbricanti forniscono delle batterie esterne o interne al tiralatte che ne permettono l'utilizzo ovunque. Alcuni tiralatte elettrici possono essere utilizzati da più persone richiedendo semplicemente un kit di accessori per ogni utilizzatore.
I tiralatte elettrici possono anche essere noleggiati. I tiralatte a noleggio sono molto raccomandati per le madri o per i bambini con problemi medici come in caso di nascita prematura o quando la madre è sottoposta a trattamenti che hanno l'allattamento come controindicazione. I tiralatte a noleggio solitamente permettono un'estrazione del latte maggiore di quelli per uso personale. I consulenti per l'allattamento possono fornire assistenza per la scelta e per l'uso dei tiralatte.
Alcuni tiralatte sono progettati per essere parte di un "sistema di alimentazione" cosicché la parte del tiralatte destinata alla conservazione è il biberon utilizzato per alimentare il bambino. Questo permette di raccogliere il latte nello stesso contenitore con il quale verrà somministrato al bambino ed evitare la necessità di travasarlo. Sono disponibili anche contenitori adattati alla surgelazione che possono essere collegati direttamente ad alcuni tiralatte e che possono essere utilizzati nei sistemi di alimentazione monouso.

## Sistemi di raccolta aperti o chiusi
Il complesso dei tubi in plastica e delle coppette in dotazione ad un tiralatte elettrico sono generalmente indicati come sistema di raccolta. Quando questo tipo di tiralatte è stato sviluppato originariamente, l'azione di aspirazione della pompa era fornita tramite i tubi del sistema di raccolta. Questo tipo di sistema di raccolta oggi è definito come sistema aperto.
La maggior parte dei tiralatte elettrici sono del tipo a sistema di raccolta aperto. Un sistema di raccolta chiuso è dotato di una barriera o di un diaframma che separa i tubi dalla coppetta. In questa configurazione l'aspirazione prodotta dal motore del tiralatte solleva il diaframma per creare il vuoto nel sistema di raccolta in modo da estrarre il latte. Un sistema di raccolta aperto permette il libero passaggio dell'aria per l'aspirazione. Possono essere presenti filtri per batteri e virus per evitare la contaminazione e il traboccamento nel motore del tiralatte. L'azione di aspirazione prodotta dal motore è applicata direttamente al seno della madre invece che indirettamente attraverso un diaframma nei sistemi chiusi.
I sistemi di raccolta aperti permetto un maggiore flusso di aria/aspirazione e potrebbe essere più efficace nella maggior parte delle donne. Questo tipo di sistemi possono essere regolati meglio in funzione dell'elasticità dei tessuti e della forma e delle dimensioni del seno. Quando si utilizza un sistema di raccolta aperto, l'aspirazione della pompa può causare il traboccamento del latte nel sistema dei tubi per la raccolta che può portare alla penetrazione di un po' di latte nel motore della pompa. Se il latte finisce nei tubi, questi possono essere lavati, sterilizzati ed asciugati all'aria prima di utilizzarli nuovamente. Una mancata pulizia completa del tubo di raccolta può portare alla formazione di muffe nel tubo. Alcuni modelli di tiralatte sono dotati di filtri antibatterici e antitraboccamento che evitano l'ingresso del latte nei tubi.
Un sottotipo di sistema di raccolta aperto è quello con sorgente di aspirazione a singolo utente. Questo tipo di tiralatte ha migliorato l'igiene di tutte le parti che generano l'aspirazione o entrano in contatto con il latte materno perché accompagnano la madre. Le parti che generano l'aspirazione sono esterne al tiralatte e possono essere rimosse fornendo un'eccezionale protezione contro la contaminazione incrociata. Questi tiralatte sono di qualità ospedaliera o adatta al noleggio. L'uso di questi tiralatte virtualmente elimina la possibilità di contaminazione del tiralatte fra una madre e l'altra.
Il diaframma in un sistema di raccolta chiuso elimina la possibilità che il latte possa traboccare nella tubazione del tiralatte. Poiché il latte non è esposto al motore del tiralatte, i sistemi di raccolta chiusi sono pubblicizzati come più igienici rispetto a quelli di tipo aperto. È importante pulire il diaframma poiché la condensa o il latte possono raggiungere questa parte provocando una contaminazione batterica. Se il diaframma è contaminato potrebbe annullare l'obiettivo dei sistemi chiusi. La barriera in un tiralatte dotato di sistema di raccolta chiuso è pubblicizzato come in grado di prevenire la contaminazione del latte raccolto da parte dell'aria esterna nel contenitore di raccolta preservando la purezza del latte. Il diaframma potrebbe limitare la quantità di aria/aspirazione disponibile per estrarre il latte rispetto alla versione con il sistema di raccolta chiuso. Potrebbe anche risultare difficile compensare l'uso di coppe di dimensioni maggiori. Non vi sono studi che comparano i due sistemi. La maggior parte delle informazioni sono frutto di materiale commerciale non basato su studi a supporto.